# Микава, Николай Маркозович
Николай Маркозович (Маркович) Микава (груз. ნიკოლოზ მიქავა, 30 ноября 1910, Сухуми, Кутаисская губерния, Российская империя — 1996, Москва, Российская Федерация) — грузинский советский писатель, прозаик, драматург, переводчик, общественный деятель и сотрудник НКГБ.

## Биография
Николай Микава родился 30 ноября 1910 году в Сухуми в крестьянской семье.
В 1932 году он окончил филологический факультет Тбилисского университета. С 1933 по 1937 год был ответственным секретарем Союза писателей Абхазии. В 1934 году стал членом Союза писателей СССР, участник Первого съезда советских писателей.
Им были написаны серия рассказов в стиле соцреализма, а также собраны и опубликованы произведения устного народного творчества. Николай Микава участвовал в работе Абхазского драматического театра, на сцене которого было поставлено несколько его пьес.
Во время Великой Отечественной войны получил звание полковника, стал секретарём парткома НКГБ Грузинской ССР. В 1946 году награжден орденом Красной Звезды.
После войны Николай Микава возглавил Грузинское общество культурных связей (ГОКС, аналог ВОКС). В 1947 году как его председатель участвовал в организации посещения Кавказа американским писателем Джоном Стейнбеком и фотографом Робертом Капой. Данное мероприятие расценивалось его организаторами как политически опасное.
В 1948 году Николай Микава и семь его знакомых были арестованы. Официально их обвинили в гомосексуальных связях (в 1933 году по указанию Сталина они снова стали считаться уголовным преступлением). Обвинение строилось по типичной для того времени схеме, когда следователь из группы обвиняемых выделял «зачинщика», которому приписывали отягчающие обстоятельства (насилие или использование служебного положения) и давали большие сроки, а все остальные или получали минимальные сроки или вовсе оправдывались как «жертвы». По данному делу проходили также замначальника одного из отделов МГБ С. В. Елигаров и студент С. И. Параджанов, ставший последствии известным режиссёром. По мнению ряда авторов дело носило политический характер, его целями называются чистка МГБ, а также репрессии обвиняемых в «идеологическом отступлении» членов ГОКСа. 8 октября 1948 года Николай Микава был осужден на закрытом судебном заседании Военным трибуналом войск МВД ГССР на 8 лет за «мужеложство». Семи другим фигурантам дела дали по 5 лет, однако по амнистии их сроки были уменьшены, а после рассмотрения кассационной жалобы Военной коллегией Верховного суда СССР заменены на условные.
После освобождения продолжил литературную и переводческую деятельность. Занимал должность консультанта по грузинской литературе в Союзе писателей, работал над переводами вместе с Ю. Е. Ряшенцевым.

## Награды
- Премия Грузинской ССР (1940)[1]
- Орден Красной Звезды (1946)
- Премия ЦК ЛКСМ Грузии (1969)[1]